# Vernines
Vernines település Franciaországban, Puy-de-Dôme megyében. Lakosainak száma 427 fő (2022. január 1.). Vernines Aurières, Orcival, Saint-Bonnet-près-Orcival és Saulzet-le-Froid községekkel határos.

## Népesség
A település népessége az elmúlt években az alábbi módon változott:
| Lakosok száma | 395  | 421  | 460  | 420  | 417  | 413  | 417  | 420  | 427  |
|               | 2013 | 2015 | 2016 | 2017 | 2018 | 2019 | 2020 | 2021 | 2022 |